# Alcalá de Guadaíra
Alcalá de Guadaira este un municipiu în provincia Sevilia, Andaluzia, Spania cu o populație de 58.351 locuitori.